# Некрасов Сергій Федорович
Сергій Федорович Некрасов (8 вересня 1886, Ашитково — 2 серпня 1958) — інженер по будівництву залізничних ліній, мостів, педагог, доцент (з 1939 року), кандидат технічних наук (з 1940 року).

## Біографія
Народився 8 вересня 1886 року у селі Ашитково (тепер Воскресенського району Московської області) в родині сільського священика. В 1911 році закінчив фізико-математичний факультет Московського університету, 1914 році Московський інститут інженерів шляхів сполучень.
В 1915—1927 роках працював інженером на західних залізницях на різних посадах від помічника начальника дільниці до начальника технічного відділу і помічника начальника служби шляху. В 1927—1929 роках — начальник Саратовської мостовипробувальної станції Центрального управління залізничного транспорту. В 1929—1939 роках — працював на будівництві нових залізничних ліній: Саратов—Міллерово, Тула—Суханичі, Уральськ—Іжецьк та інших та на будівництві мосту через Волгу в Саратові.
Помер 2 серпня 1958 року. Похований в Києві на Лук'янівському цвинтарі (ділянка № 33, ряд 1, місце 23).

## Педагогічна діяльність
Педагогічною діяльність почав займатись спочатку за сумісництвом (1918—1931) в залізничних і шляхових технікумах.
В 1931—1938 роках — викладач Саратовського гідромеліоративного інституту; в 1934—1938 роках — завідувач кафедри інженерних конструкцій цього ж закладу.
В 1944—1948 роках — завідувач кафедри основ і фундаментів Київського інженерно-будівельного інституту.
Автор 24 наукових праць 20-ти науково-популярних статей з питань льодознавства, мостової гідрології, інженерних конструкцій, автор підручників для будівельних технікумів.